# Brezovica (gmina Ub)
Brezovica (cyr. Брезовица) – wieś w Serbii, w okręgu kolubarskim, w gminie Ub. W 2011 roku liczyła 604 mieszkańców.